# Mérida Open 2024 - Qualificazioni singolare
Le qualificazioni del singolare del Mérida Open 2024 sono un torneo di tennis preliminare per accedere alla fase finale della manifestazione disputate il 26 e 27 ottobre 2024. I vincitori dell'ultimo turno sono entrati di diritto nel tabellone principale. In caso di ritiro di uno o più giocatori aventi diritto a questi sono subentrati i Lucky loser, ossia i giocatori che hanno perso nell'ultimo turno ma che avevano una classifica più alta rispetto agli altri partecipanti che avevano comunque perso nel turno finale.

## Teste di serie
1. Maja Chwalińska (qualificata)
2. Elizabeth Mandlik (qualificata)
3. Astra Sharma (ultimo turno)
4. Miriam Bulgaru (ultimo turno)

1. Anastasija Tichonova (qualificata)
2. Tamara Zidanšek (qualificata)
3. Anastasija Soboljeva (primo turno, ritirata)
4. Sophie Chang (ultimo turno)

## Qualificate
1. Maja Chwalińska
2. Elizabeth Mandlik

1. Anastasija Tichonova
2. Tamara Zidanšek

## Tabellone

### Legenda
| - Q = Qualificato - WC = Wild card - LL = Lucky loser | - ALT = Alternate - SE = Special Exempt - PR = Protected Ranking | - w/o = Walkover - r = Ritirato - d = Squalificato |

### Sezione 1
|  | Primo turno | Primo turno     | Primo turno     | Primo turno | Primo turno |  |  | Ultimo turno | Ultimo turno    | Ultimo turno    | Ultimo turno | Ultimo turno |  |
|  |             |                 |                 |             |             |  |  |              |                 |                 |              |              |  |
|  | 1           | Maja Chwalińska | Maja Chwalińska | 6           | 6           |  |  |              |                 |                 |              |              |  |
|  |             | Marija Kononova | Marija Kononova | 2           | 0           |  |  | 1            | Maja Chwalińska | Maja Chwalińska | 6            | 6            |  |
|  | WC          | Anna Frey       | Anna Frey       | 4           | 2           |  |  | 8            | Sophie Chang    | Sophie Chang    | 0            | 2            |  |
|  | 8           | Sophie Chang    | Sophie Chang    | 6           | 6           |  |  |              |                 |                 |              |              |  |

### Sezione 2
|  | Primo turno | Primo turno          | Primo turno        | Primo turno | Primo turno |  |  | Ultimo turno | Ultimo turno      | Ultimo turno      | Ultimo turno | Ultimo turno |  |
|  |             |                      |                    |             |             |  |  |              |                   |                   |              |              |  |
|  | 2           | Elizabeth Mandlik    | Elizabeth Mandlik  | 6           | 6           |  |  |              |                   |                   |              |              |  |
|  |             | Victoria Rodríguez   | Victoria Rodríguez | 1           | 2           |  |  | 2            | Elizabeth Mandlik | Elizabeth Mandlik | 6            | 6            |  |
|  |             | Eva Vedder           | 3                  | 6           | 2           |  |  |              | Eva Vedder        | Eva Vedder        | 1            | 1            |  |
|  | 7           | Anastasija Soboljeva | 6                  | 3           | 2r          |  |  |              |                   |                   |              |              |  |

### Sezione 3
|  | Primo turno | Primo turno          | Primo turno          | Primo turno | Primo turno |  |  | Ultimo turno | Ultimo turno         | Ultimo turno | Ultimo turno | Ultimo turno |  |
|  |             |                      |                      |             |             |  |  |              |                      |              |              |              |  |
|  | 3           | Astra Sharma         | Astra Sharma         | 6           | 6           |  |  |              |                      |              |              |              |  |
|  |             | Jessie Aney          | Jessie Aney          | 0           | 1           |  |  | 3            | Astra Sharma         | 7            | 3            | 0            |  |
|  |             | Marija Kozjreva      | Marija Kozjreva      | 3           | 64          |  |  | 5            | Anastasija Tichonova | 67           | 6            | 6            |  |
|  | 5           | Anastasija Tichonova | Anastasija Tichonova | 6           | 7           |  |  |              |                      |              |              |              |  |

### Sezione 4
|  | Primo turno | Primo turno               | Primo turno               | Primo turno | Primo turno |  |  | Ultimo turno | Ultimo turno    | Ultimo turno    | Ultimo turno | Ultimo turno |  |
|  |             |                           |                           |             |             |  |  |              |                 |                 |              |              |  |
|  | 4           | Miriam Bulgaru            | Miriam Bulgaru            | 7           | 7           |  |  |              |                 |                 |              |              |  |
|  | WC          | Ana Karen Guadiana Campos | Ana Karen Guadiana Campos | 5           | 5           |  |  | 4            | Miriam Bulgaru  | Miriam Bulgaru  | 1            | 1            |  |
|  |             | Victoria Hu               | Victoria Hu               | 3           | 1           |  |  | 6            | Tamara Zidanšek | Tamara Zidanšek | 6            | 6            |  |
|  | 6           | Tamara Zidanšek           | Tamara Zidanšek           | 6           | 6           |  |  |              |                 |                 |              |              |  |